# Nave Argo (costellazione)
La Nave Argo (in latino Argo Navis) è una delle quarantotto costellazione elencata da Tolomeo, oggi non più ufficialmente riconosciuta come tale. Nicolas Louis de Lacaille l'ha divisa in Carena, Poppa e Vele. Se fosse ancora un'unica costellazione sarebbe di gran lunga la più estesa di tutte (ora invece il primato spetta all'Idra). La costellazione della Bussola occupa una zona che nell'antichità era ritenuta parte della Nave Argo, mentre adesso viene considerata una costellazione separata.
Prende il nome dalla nave Argo, usata da Giasone e gli Argonauti per navigare verso la Colchide. 

## Caratteristiche

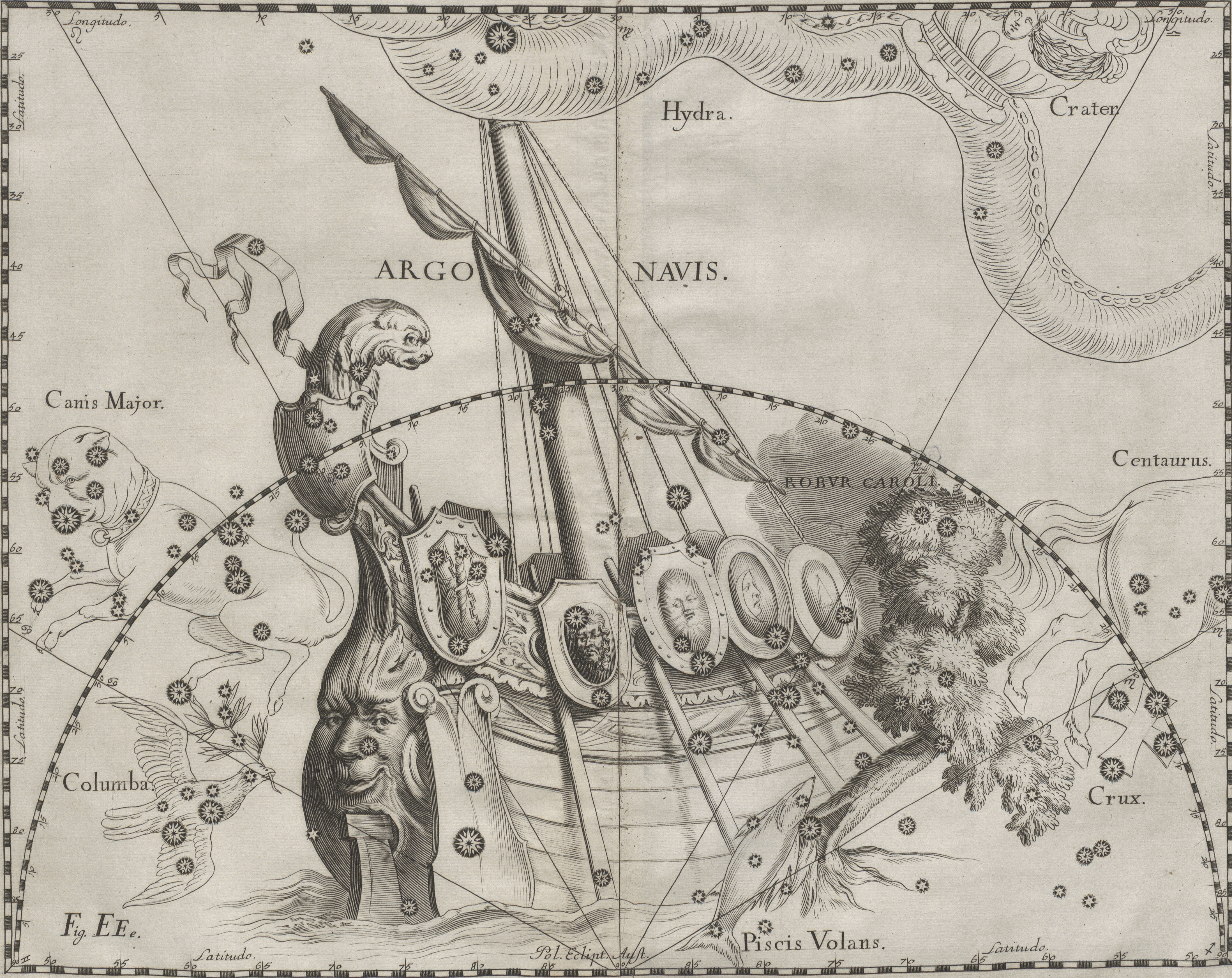
La Nave Argo disegnata da Johannes Hevelius.

Si trattava della più vasta costellazione del cielo e con i confini attuali, ricavati dai confini delle costellazioni in cui è stata smembrata, avrebbe un'estensione di 1800 gradi quadrati di volta celeste. La Nave Argo è attraversata dalla Via Lattea da nord-ovest a sud-est e conta un gran numero di stelle luminose, prima fra tutte Canopo, la seconda stella più brillante del cielo, ora nella costellazione della Carena. Lo sfondo della Via Lattea è invece pervaso da un numero impressionante di stelline al limite della visibilità ad occhio nudo, dovuto alla presenza di un tratto del Braccio di Orione (il braccio in cui si trova anche il nostro sistema solare) particolarmente intenso e in certi tratti scarsamente oscurato dalla polvere interstellare. A questo si aggiunge la presenza della Cintura di Gould, una fascia di stelle giovani e brillanti.
Come costellazione unitaria avrebbe avuto diversi primati, o quantomeno eccellenze: fra le sue stelle ci sarebbe la già citata Canopo, seconda stella del cielo in ordine di luminosità, quindi la Nebulosa della Carena, la più luminosa e appariscente della volta celeste, più anche della famosa Nebulosa di Orione; la Nebulosa di Gum invece risulta la più estesa del cielo, nonostante non sia osservabile otticamente. Altri oggetti notevoli sono la stella Eta Carinae, una delle più massicce conosciute e in procinto di esplodere come supernova; γ Velorum, un sistema stellare di cui fa parte la stella di Wolf-Rayet più brillante del cielo e più vicina a noi; l'ammasso aperto delle Pleiadi del Sud (IC 2602), uno dei più luminosi; NGC 2808, uno degli ammassi globulari più densi conosciuti.
La sua osservazione è possibile nella sua interezza dalle regioni dell'emisfero australe, mentre in quelle boreali è possibile solo in prossimità dell'equatore. I mesi di massima visibilità sono compresi fra dicembre e maggio; nell'emisfero australe è una tipica figura del cielo estivo e si presenta in parte circumpolare anche nella fascia tropicale australe.

## Nomenclatura
Le stelle della Nave Argo riportano una nomenclatura omogenea, a testimonianza del fatto che quando Johann Bayer eseguì la catalogazione delle sue stelle la costellazione era ancora considerata nella sua interezza, seppure con l'eccezione delle stelle della Bussola. Quando la Nave Argo fu divisa, anche la nomenclatura di Bayer delle sue stelle fu divisa e le tre costellazioni derivate ereditarono così una denominazione stellare parziale e frammentata, sia nelle lettere greche che in quelle latine. Alla Carena andarono le stelle α, β, ε, η, θ, ι, υ, χ e ω, alle Vele andarono le stelle γ, δ, κ, λ, μ, ο, φ e ψ, mentre alla Poppa andarono le stelle ζ, ν, ξ, π, ρ, σ e τ.
Per le lettere latine la suddivisione è molto più confusa, in quanto sussistono numerosi doppioni fra le tre costellazioni, pur restando una certa suddivisione. La situazione è la seguente:
- a, b(1,2), c, d, e(1,2), f, g, h, i, k, m, p, q, r, s, u, w, x, z, E, G, H, I, K, L, M, N, O per la Carena;
- a, b, c, d, e, f, g, i, k, l, m, n, p, q, r, t, w, x, y, z, B, C, D, F, H, J, L, M, Q per le Vele;
- a, b, c, d(1,2,3), f, h(1,2), j, k, l, m, q, r, w, x, y, z, A, C, E, F, G, H, I, J, N, O, P, Q per la Poppa.

La costellazione della Bussola, a differenza delle altre tre costellazioni, presenta una nomenclatura di Bayer del tutto autonoma.